# Arnold Jakowlewitsch Nejbut
Arnold Jakowlewitsch Nejbut (lettisch Arnolds Neibuts, * 1889; † 8. Februar 1919 in Omsk) war ein russischer Revolutionär lettischer Abstammung.
Nejbut wurde 1905 Bolschewik, leistete Parteiarbeit in Jelgava, Baku und Omsk. Während der Oktoberrevolution kämpfte er in Sibirien und im Fernen Osten für die Rätemacht. Er war Redakteur der Zeitung Krasnoje Snamja (russisch Красное Знамя, zu Deutsch Rotes Banner). Im November 1918 wurde er Vorsitzender des Sibirischen Gebietskomitees der KPR(B), Organisator des Kampfs gegen die Koltschak-Truppen. Am 8. Februar 1919 wurde er von Weißgardisten erschossen.